# قطار افسارگسیخته
قطار افسارگسیخته یا قطار فرار (به انگلیسی: Runaway Train) فیلمی به کارگردانی آندری کونچالوفسکی با بازی جان ویت، اریک رابرتس، ربکا د مورنی و جان پی. رایان است.

## داستان
منی و باک دو تن از دربندهای زندانی در آلاسکا با فریفتن نگهبان می‌گریزند و با رساندن خود به خط آهن ویرجینیا، سوار قطاری می‌شوند که لوکوموتیورانش سکته می‌کند و بدون سکان دار در بیابان یخ زده می‌تازد…

## بازیگران
| بازیگر        | نقش                            | صداپیشه          |
| جان ویت       | منی                            | بهرام زند        |
| اریک رابرتس   | بوک مک گی                      | منوچهر والی زاده |
| ربکا د مورنی  | سارا (کارگر قطار)              | مینو غزنوی       |
| کایل تی هفنر  | فرانک (رئیس مرکز کنترل راه‌آهن) | عباس نباتی       |
| جان پی. رایان | رانکن (رئیس زندان)             | نصرالله مدقالچی  |
| تی کی کارتر   | کارمند مرکز کنترل (سیاهپوست)   | محمد عبادی       |
| کنت مک‌میلان   | ادی مک دونالد                  | پرویز ربیعی      |
| الیزا اورامی  | خبرنگار اخبار تلویزیون         | ----             |
| ادوارد بونکر  | جانا (زندانی دوست منی)         | خسرو شمشیرگران   |
|               | پُلُسکی (نیروی راه‌آهن)           | شهروز ملک آرایی  |
|               | جردن (سوزنبان خط ۱۴)           | جواد پزشکیان     |
|               | لوکوموتیو ران خط ۱۲            | سیامک اطلسی      |